# 贺锦丽2020年美国总统竞选活动

## 重要時間線

- 2019年1月21日，在早安美国播报的一份声明中，来自美国加州的参议员賀錦麗正式宣布参加2020年总统选举，推动她所关注的议题，包括刑事司法改革、经济不平等和改善医疗系统[1]。贺锦丽自2016年起被广泛认为是2020年美國总统选举中民主党的“高调”候选人[2][3][4][5][6]。

- 2019年12月3日，由于竞选捐款的缺乏，贺锦丽正式結束她的民主黨總統候選人競選活動[7][8] 。

- 2020年3月8日，贺锦丽表示支持前副总统乔·拜登[9]。2020年8月11日，贺锦丽被拜登选为竞选搭档，成為2020年民主黨副總統候選人[10]，並在同年11月當選[11]。2021年1月20日就任，成為美國史上第一位女性副總統及第一位同時擁有非裔及亞裔血統的副總統[12]。